# Francesco Rosa
Pour les articles homonymes, voir Francesco Rosa (homonymie).
Francesco Rosa (Rome 1638 - Rome, 1687) est un peintre italien  de Gênes qui travailla à Venise, vers 1669-1670.

## Biographie
Gregorio Lazzarini fut l'un de ses élèves.

## Œuvres
- L'immaculée-conception, huile sur toile, 226,5 x 175,5 cm, musée des beaux-arts de Brest[1]
- Gloire du Père éternel, Église Santa Caterina a Magnanapoli, colline du Quirinal, Rome
- Moïse, Panthéon de Rome.
- Saint Antoine de Padoue rappelant un mort à la vie (1669), Mur droit de l'autel qui lui est consacré (commun à la contre-façade), Basilique Santa Maria Gloriosa dei Frari, Venise
- Saint-Pierre et le coq (v. 1670), déambulatoire, mur gauche de la première chapelle, à droite du chœur, Église San Zaccaria, Venise
- Le Massacre des innocents,
- Apollon et Euterpe,
- Belisario,
- Sainte Cécile refusant de sacrifier à Jupiter, d'après Le Dominiquin

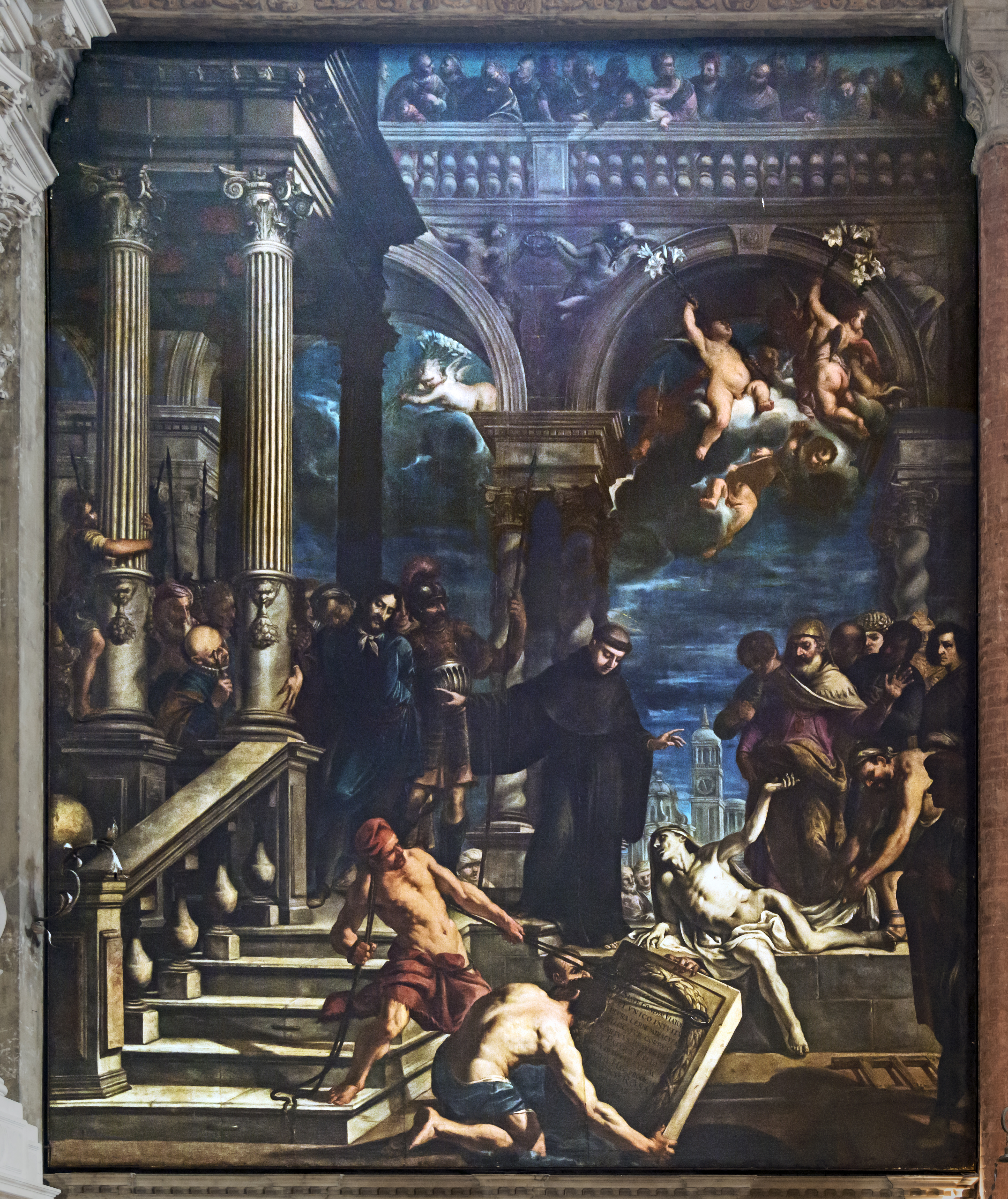
Miracle de St. Anthonie Basilique dei Frari Venise
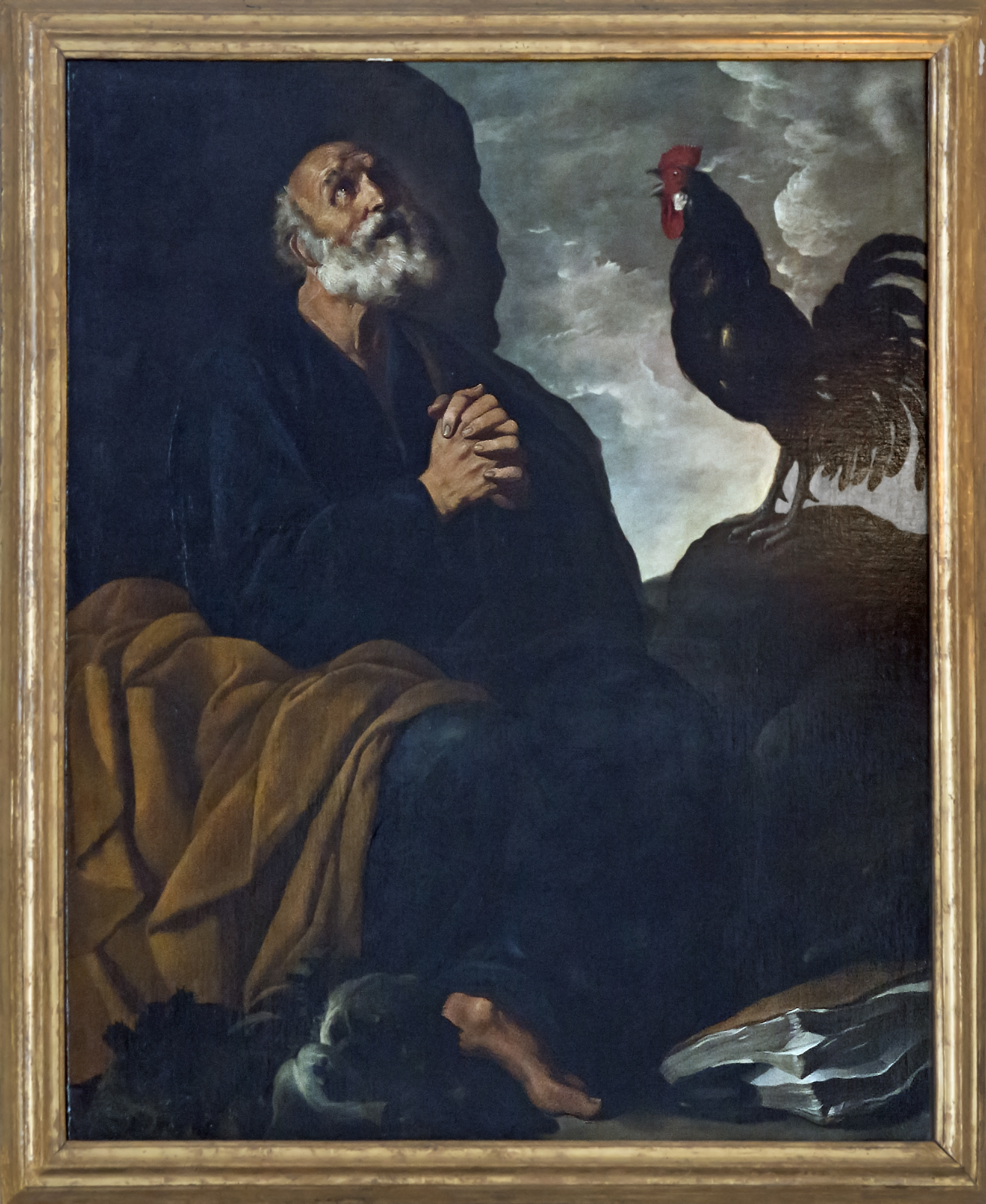
Saint-Pierre et le coq San Zaccaria, Venise